# ويليام أوتريد
ويليام أوتريد (بالإنجليزية: William Oughtred)‏ عالم رياضيات ولد في عام 1575 وتوفي في عام 1660 .
اخترع المسطرة الحاسبة وأول من اقترح علامة الضرب  .

## روابط خارجية
- ويليام أوتريد على موقع الموسوعة البريطانية (الإنجليزية)
- ويليام أوتريد على موقع إن إن دي بي (الإنجليزية)